# サクノスを除いては破るあたわぬ堅砦
「サクノスを除いては破るあたわぬ堅砦」（原題：The Fortress Unvanquishable, Save for Sacnoth） は、ロード・ダンセイニ著のファンタジー短編作品。
1908年、『ウェレランの剣』集に所収。1972年、荒俣宏が訳出。中村融編（2003年）では「サクノスを除いては破るあたわざる堅砦」と改題する。
題名の砦を擁する悪の魔術師ガズナクを倒すべく、村の領主の息子レオスリックが必須の剣サクノスを龍鰐を倒し入手し、砦に乗り込み成敗をはたす。
ダンセイニの最高傑作との評もあり、剣と魔法の世界（S&S）のジャンルに多大な影響を及ぼした。

## 粗筋
アラスリオン村では、悪い夢に侵される被害に遭っていた。しかし村付きの魔術師は、自分の最大呪文も悪夢を祓うに及ばない、おそらく強大な術師ガズナクの仕業にちがいない、しかし、その砦はサクノスという剣なしには攻略できない、と村人らに絶望的状況を告げた。領主の息子レオスリックは、その剣を求めることを決行。その素材はサラガヴヴェルグという金属質の龍鰐の、その背骨を守る部分をまず素材として抽出せねばならず、いまだ未完の剣だという。
レオスリックは指南通りに人食いの龍鰐を攻め、誘いつ逃げてはかぶりつかれる前に鼻づらを叩いていなした。数日も経つと餌を断たれた怪物は餓死した。鍛冶師は、その体を溶解して背の棒を取り出し、片目をつかって刃をつけ（刃付け）、切れ味のある剣と為し、柄頭にもう片目をはめ込んだ。
レオスリックは、剣の眼に導かれ、沼沢地を抜けてそびえる城砦に到達。駱駝にまたがりシミターで武装した衛兵や、行く手を遮る網をつむぐ巨大蜘蛛、食事中の貴君子・貴女たち、美女のようだが目に炎がたぎる夢の精霊などに遭遇する。その多くはサクノスの遣い手と知るや逃げてしまう。
最深部への扉をぬけると、両側を深淵に囲まれた細長い絶壁がつづいていた。途中で横臥していた竜ソクを斬って落とし、道を抜けて大堂に入った。最後の守りである龍ウォン・ボンゲロクの尾の攻撃を剣の腹でいなし、歯を剥く敵を斬り殺した。
黒い扉を抜けると大理石の宮廷には、楽士たちに囲まれて寝ているガズナクがいた。甲冑を着ている。楽士たちは、死の呪術を弾いたが及ばず、逃げ出した。一騎討ちがはじまった。事前教えられたとおり、ガズナクはサクノスに次ぐ名剣を持ち、その鎧はサクノスさえ通さない。逆にレオスリックは剣で受けそこね、そのつど鎧がそぎ落とされていった。首を狙うも、術師は毛髪をつかんで自分の首をひょいと離し、剣は空を切るばかりである。ガズナクの剣もギザギザに毀（こぼ）れていたが不敵に笑う。しかしついに、レオスリックは喉元を狙うとみせかけて、相手の手首を切り落とした。魔術師の手は落ち、肩も、ころがる首も出血して果てた。城砦も消えてなくなった。首級をもってレオスリックは村に凱旋した。

## 作風
短編作者ダンセイニの最大の長所は、そのイメージを想起させる威力である。粗筋、登場人物を使役して情景と雰囲気を醸し出す。この能力がとりわけ最大限に発揮されたのが、この「サクノスを除いては破るあたわぬ堅砦」という作品である。重ねあげられたファンタジー的な象形には圧倒的な力が持たせられる。見慣れたような森林、丘陵、村落などに、マジカルな物らを織り交ぜて、両方の効果を高めている。 
作風は、詩的かつ懐古趣味的であり、それは言葉選びの端々（「おそろしい」意味の"fell"や「かつて」"ere"）や、文法活用にも現れる。しばしば語順を入れ替え、 接続詞"and"を連用する修辞を用いることでイメージの流れを湧きたてる。冗長、頭韻法、類韻も用いられる。
地獄やサタン、その他のキリスト教的モチーフもしばしば言及される。その意味では、架空神話をもちいてきたダンセイニのそれまでの作品（例：『ペガーナの神々』）とは一線を画している。それは現実社会に基づいた後年の作品を先取りしているともいえる。荘厳なテーマでこそあるが、ウォン・ボンゲログがガズナクの手をよだれまみれにする、などユーモアの一面もみられる。サラガヴヴェルグとの戦いも滑稽に尽きるが、"おそらく龍殺しの手段として考案されたなかで、独創的このうえなきものではなかろうか"とも評される。

## 刊行歴
「サクノスを除いては破るあたわぬ堅砦」の初出は、 『ウェレランの剣』（1908年）に所収。1910年にはこの短編の単行本が、挿絵入りのチャップ・ブック形式で再刊された。挿絵（装飾）は、ウィリアム・F・ノースエンドに拠る。

## 評価や影響
「サクノスを除いては破るあたわぬ堅砦」はダンセイニの最高傑作ともいわれ、"[作者]初の文句なしの巨匠作"、 "英文によるこの種の短編のなかでは珠玉きわまる一品"などと絶賛される。
この作品は、多々の文筆家に多大な影響や着想を与え、感化されたなかには J・R・R・トールキン、ラヴクラフト、フリッツ・ライバー、クラーク・アシュトン・スミス、ジャック・ヴァンスがいるが、作者は晩年までつゆ知らずであったという。「サクノス～」は、あるいは剣と魔法の世界（S&S）のジャンルの嚆矢であり、 『The Encyclopedia of Fantasy』も、この作品が"ほぼ単独でS&Sのジャンルを確立させた"としており、S・T・ヨシは、短編集『In the Land of Time』の序で、S&Sのサブジャンルを生み出した数ある作品のひとつとしている。ただ、ひとつ欠けているとするなら、S&Sの典型要素となっている野蛮な勇者像と、むやみな暴力的・性的描写（例：ハワードの蛮人コナン）であろう：レオスリックは、どちらかというとおとぎ話風なヒーローにとどまっている。よって、S&Sにはつきもののスリルや興奮をつのらせるような読物ではない。
サクノスは、ファンタジー小説初の自我意識をもった剣とされており、トールキン作『農夫ジャイルズの冒険』の剣カウディモルダクスや、マイケル・ムアコック作『エルリック・サーガ』シリーズの剣ストームブリンガーに影響を及ぼした。